# Guam nos Jogos Olímpicos de Verão de 2008
Guam participou dos Jogos Olímpicos de Verão de 2008, em Pequim, na China. O país estreou nos Jogos em 1988 e esta foi sua 6ª participação.

## Desempenho

### Atletismo
| Atleta        | Prova           | Eliminatórias Ronda 1 | Eliminatórias Ronda 1 | Eliminatórias Ronda 2 | Eliminatórias Ronda 2 | Semifinal   | Semifinal   | Final       | Final       |
| Atleta        | Prova           | Resultado             | Pos.                  | Resultado             | Pos.                  | Resultado   | Pos.        | Resultado   | Pos.        |
| ------------- | --------------- | --------------------- | --------------------- | --------------------- | --------------------- | ----------- | ----------- | ----------- | ----------- |
| Derek Mandell | 800 m masculino | 1:57.48 (PB)          | 58                    | Não avançou           | Não avançou           | Não avançou | Não avançou | Não avançou | Não avançou |
| Cora Alicto   | 100 m feminino  | 13.31                 | 76                    | Não avançou           | Não avançou           | Não avançou | Não avançou | Não avançou | Não avançou |

### Canoagem de velocidade
| Atleta          | Prova      | Eliminatórias | Eliminatórias | Semifinais  | Semifinais  | Final       | Final       |
| Atleta          | Prova      | Tempo         | Pos.          | Tempo       | Pos.        | Tempo       | Pos.        |
| --------------- | ---------- | ------------- | ------------- | ----------- | ----------- | ----------- | ----------- |
| Sean Pangelinan | C-1 500 m  | 2:12.696      | 21 QS         | 2:17.940    | 18          | Não avançou | Não avançou |
| Sean Pangelinan | C-1 1000 m | 4:49.284      | 22            | Não avançou | Não avançou | Não avançou | Não avançou |

### Judô
| Atleta           | Prova             | Ronda dos 32                 | Ronda dos 16           | Quartos-finais         | Semifinais             | 1ª Ronda Repescagem          | Repescagem Quartos-finais | Repescagem Semifinais  | Final                  |
| Atleta           | Prova             | Adversário e resultado       | Adversário e resultado | Adversário e resultado | Adversário e resultado | Adversário e resultado       | Adversário e resultado    | Adversário e resultado | Adversário e resultado |
| ---------------- | ----------------- | ---------------------------- | ---------------------- | ---------------------- | ---------------------- | ---------------------------- | ------------------------- | ---------------------- | ---------------------- |
| Ricardo Blas Jr. | +100 kg masculino | GEO L. Gujejiani D 0200-0001 | Não avançou            | Não avançou            | Não avançou            | USA D. McCormick D 0100-0010 | Não avançou               | Não avançou            | Não avançou            |

### Lutas
| Atleta     | Prova                    | Qualificação             | 1/8 Final              | Quartos-finais         | Semifinais             | Repescagem Ronda 1     | Repescagem Ronda 2     | Final                  |
| Atleta     | Prova                    | Adversário e resultado   | Adversário e resultado | Adversário e resultado | Adversário e resultado | Adversário e resultado | Adversário e resultado | Adversário e resultado |
| ---------- | ------------------------ | ------------------------ | ---------------------- | ---------------------- | ---------------------- | ---------------------- | ---------------------- | ---------------------- |
| Maria Dunn | Livre até 63 kg feminino | BUL E. Vaseva D 5-0, 7-0 | Não avançou            | Não avançou            | Não avançou            | Não avançou            | Não avançou            | Não avançou            |

### Natação
| Atleta       | Prova                 | Eliminatórias | Eliminatórias | Semifinais  | Semifinais  | Final       | Final       |
| Atleta       | Prova                 | Tempo         | Pos.          | Tempo       | Pos.        | Tempo       | Pos.        |
| ------------ | --------------------- | ------------- | ------------- | ----------- | ----------- | ----------- | ----------- |
| Chris Duenas | 100 m livre masculino | 52.64         | 59            | Não avançou | Não avançou | Não avançou | Não avançou |